# Angelo Anelli
Angelo Anelli (Pseudonyme: Nicolo Liprandi, Marco Landi) (* 1. November 1761 in Desenzano del Garda; † 9. April 1820 in Pavia) war ein italienischer Librettist und Schriftsteller.

## Leben
Anelli studierte Literaturwissenschaft und Rechtswissenschaften an der Universität Padua und engagierte sich in der Politik. In der Zeit der cisalpinischen Republik war er einige Zeit als Kommissar für den Distrikt Franciacorta zuständig. 1808 wurde Anelli als Professor für Rhetorik an die Universität Mailand berufen. Eines seiner ersten vertonten Libretti war das Dramma eroicomico La Griselda nach einer Episode des Decamerone von Giovanni Boccaccio. Zwischen 1793 und 1817 war er an der Mailänder Scala als Theaterdichter und in der organisatorischen Leitung aktiv sowie tätig als Zeit-Glossist. Er schuf dort alleine 40 Libretti, meist für komische Opern, u. a. für die Komponisten Domenico Cimarosa, Francesco Bianchi, Franz Benedikt Dussek, Pietro Alessandro Guglielmi, Johann Simon Mayr, Niccolò Piccinni, Gioachino Rossini und Niccolò Antonio Zingarelli.

## Werke
- La secchia rapita, nach Alessandro Tassoni. Dramma eroicomico. Vertont von Niccolò Zingarelli (1793, Teatro alla Scala, Mailand), Francesco Bianchi (1795, ebenfalls Teatro alla Scala, Mailand) und Filippo Celli (1830, Mailand)
- La Griselda, Dramma eroicomico, nach Giovanni Boccaccio. Vertont von Niccolò Piccinni (1793, Teatro San Samuele, Venedig) und von Ferdinando Paër (als Melodramma per musica in due atti, 1805, Teatro alla Scala, Mailand)
- L’oro non compra amore (Luigi Caruso 1794, Marcos António Portugal 1803)
- Ser Marcantonio 1810 für Stefano Pavesi, 1843 umgearbeitet zu Don Pasquale von Gaetano Donizetti
- L’italiana in Algeri (Die Italienerin in Algier) 1808 für Luigi Mosca, 1813 vertont von Gioachino Rossini
- Arrighetto. Vertont von Carlo Coccia (1813, Teatro San Moisè, Venedig)